# Championnat du Danemark de football 1918-1919
Navigation
Saison précédente Saison suivante
La saison 1918-1919 du Championnat du Danemark de football était la 6e édition d'une compétition de niveau national au Danemark.
Onze clubs participent à la compétition nationale. Les 7 clubs de Copenhague disputent un championnat qui offre au premier une place en finale nationale où il retrouve le vainqueur d'un tournoi qui oppose les champions des autres régions du Danemark. 
C'est l'Akademisk Boldklub qui remporte la finale nationale en battant le BK 01 Nykobing. C'est le premier titre de champion du Danemark de l'histoire du club en 5 saisons.

## Les 11 clubs participants
| - Région de Copenhague : - KB Copenhague - B 93 Copenhague - BK Frem Copenhague - Boldklubben 1903 - Akademisk Boldklub - Osterbros BK - KFUM | - Champions régionaux : - AGF Aarhus - Odense BK - Korsor BK - BK 01 Nykobing |

## Compétition

### Tournoi de Copenhague
Les 7 clubs de Copenhague s'affrontent au sein d'une poule où chaque équipe rencontre 2 fois ses adversaires, à domicile et à l'extérieur.
| Rang | Équipe             | Pts | J  | G  | N | P  | Bp | Bc | Diff |
| ---- | ------------------ | --- | -- | -- | - | -- | -- | -- | ---- |
| 1    | Akademisk Boldklub | 22  | 12 | 11 | 0 | 1  | 46 | 16 | +30  |
| 2    | B 93 Copenhague    | 18  | 12 | 8  | 2 | 2  | 51 | 20 | +31  |
| 3    | KB Copenhague (T)  | 17  | 12 | 8  | 1 | 3  | 41 | 21 | +20  |
| 4    | BK Frem Copenhague | 12  | 12 | 5  | 2 | 5  | 23 | 19 | +4   |
| 5    | Boldklubben 1903   | 8   | 12 | 3  | 2 | 7  | 19 | 27 | -8   |
| 6    | KFUM               | 5   | 12 | 2  | 1 | 9  | 18 | 67 | -49  |
| 7    | Osterbros BK       | 2   | 12 | 1  | 0 | 11 | 14 | 42 | -28  |

|  | Qualification pour la finale nationale |
|  | (T) : Tenant du titre                  |

- L'Akademisk Boldklub est qualifié pour la finale nationale.

### Tournoi provincial
La compétition a lieu sous forme de coupe, avec match simple.
|  | Demi-finales   | Demi-finales   |           |   | Finale | Finale |
|  |                |                |           |   |        |        |
|  |                |                |           |   |        |        |
|  |                |                |           |   |        |        |
|  | Odense BK      | 2              |           |   |        |        |
|  | Odense BK      | 2              |           |   |        |        |
|  | AGF Aarhus     | 1              |           |   |        |        |
|  | AGF Aarhus     | 1              | Odense BK | 4 |        |        |
|  |                |                | Odense BK | 4 |        |        |
|  |                | BK 01 Nykobing | 5         |   |        |        |
|  | BK 01 Nykobing | BK 01 Nykobing | 5         | 2 |        |        |
|  | BK 01 Nykobing |                |           | 2 |        |        |
|  | Korsor BK      | 0              |           |   |        |        |
|  | Korsor BK      | 0              |           |   |        |        |

- BK 01 Nykobing est qualifié pour la finale nationale.

### Finale nationale
|  | Akademisk Boldklub | 3 - 0 | BK 01 Nykobing |  |  |
|  |                    |       |                |  |  |

## Bilan de la saison
| Tableau d'Honneur                   |                    |
| Compétition                         | Vainqueur          |
| Championnat du Danemark de football | Akademisk Boldklub |